# Віленський Юрій Григорович
Ю́рій Григо́рович Віле́нський (3 вересня 1931, Київ — 27 серпня 2020, Київ) — лікар-фтизіатр, публіцист, історик української медицини.

## Життєпис
У 1955 р. закінчив Київський медичний інститут, працював лікарем-фтизіатром у Київській та Чернігівській областях.
З 1960 р. працював у Київській міській туберкульозній лікарні. Кандидат медичних наук (1973).
Від 1985 р.  працював в Українському центрі здоров'я.
Член Національної спілки журналістів України (1992).
У 1992—2000 рр. — викладач кафедри історії медицини та суспільних дисциплін Київського медичного інституту Української асоціації народної медицини.
Брав участь у створенні Національного музею медицини України.
Похований в Євпаторії.

## Праці

### Книги
- «Що ми знаємо про себе?» (К., 1968; 1975)
- «Доктор Булгаков» 1 ред. (1991)
- «Лев Иванович Медведь», у співавторстві (Москва, 1991)
- «Доктор Булгаков» 2 ред. (1995)
- «Михаил Булгаков и Крым», у співавторстві (Сімферополь, 1995)
- «Академик А. П. Ромоданов», у співавторстві (К., 1996)
- «Виктор Некрасов: Портрет жизни» (2001; 2-е изд. 2016; 3-е изд. 2018 на укр.)
- «Доктор Булгаков» 3 ред. (2003)
- «Огонь на себя» (2003)
- «Детский хирург Николай Ситковский» (2003)
- «Александр Ивченко. Авиация и личность», у співавторстві (2003)
- «Доторк до полум'я», у співавторстві (2006)
- «Степан Руданський — лікар i поет», у співавторстві (2008)
- Жизнь в науке — наука в жизни. Беседы с академиком Филиппом Николаевичем Серковым [Текст]: монографія / Ю. Г. Виленский, А. М. Шевко ; Ин-т физиологии им. А. А. Богомольца НАН Украины. — К. : Наук. думка, 2009. — 190 с. : ил. — ISBN 978-966-00-0843-0.
- «Доктор Булгаков», 4 ред. 472 с. (2010)
- «Доктор Булгаков», 5 ред. (2011)
- «Віктор Некрасов. Портрет життя» К.: Дух і Літера, 2018.[4]
- Нехай знає… «Європа» К.: Дух і Літера, 2022.[5]

### Підручники
- «Основи медичної етики», у співавторстві (К., 2002)